# Рональд Голланд

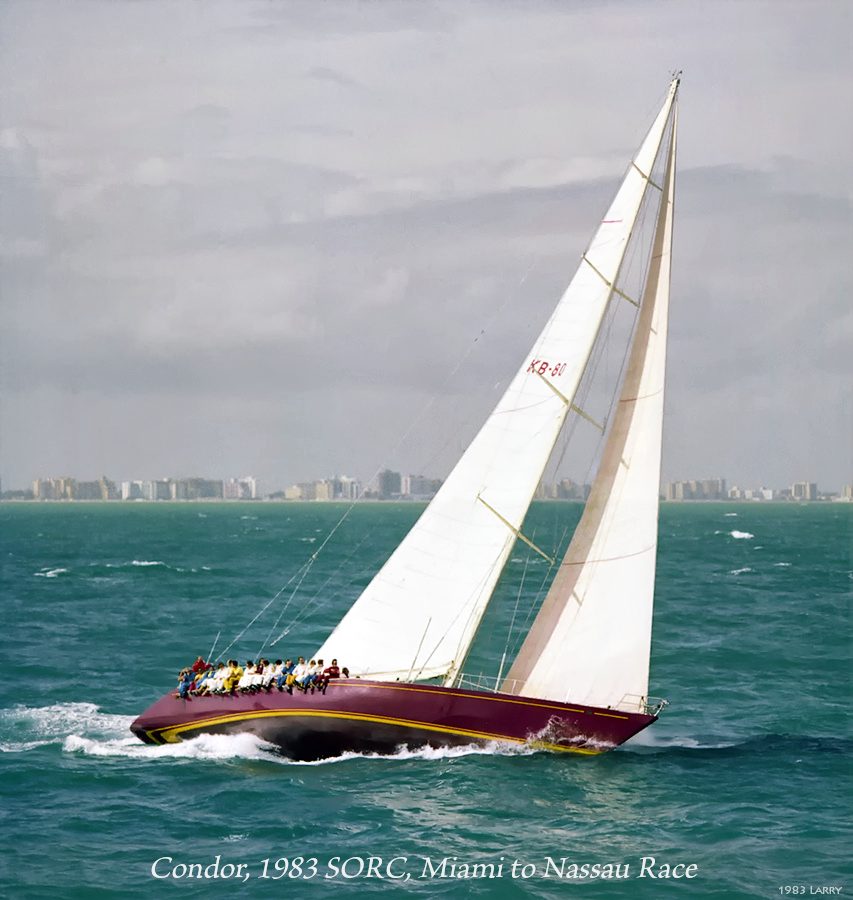
Яхта «Кондор»

Рональд Джон Голланд (англ. Ronald John Holland; нар. 1947, Окленд, Нова Зеландія) — конструктор яхт.
Відомий з 1970-х років після проектування декількох успішних гоночних яхт. Найвідомішими проектами є яхти Mirabella V і Ethereal.
Проживає у Ванкувері, Канада.